# Erythrus apiculatus
Erythrus apiculatus là một loài bọ cánh cứng trong họ Cerambycidae.